# Vladimir Selkov
Vladimir Selkov (Russisch: Владимир Владимирович Сельков) (Berezniki, 1 april 1971) is een voormalig topzwemmer uit Rusland, gespecialiseerd op de rugslag, die tweemaal deelnam aan de Olympische Spelen: Barcelona (1992) en Atlanta (1996).
Selkov gold als een van de beste rugslagzwemmers in het begin van de jaren negentig. Hij maakte zijn internationale debuut bij de Europese kampioenschappen 1989 in Bonn, waar hij de zilveren medaille won op de 200 meter rugslag. Aan alle negen internationale toernooien waaraan hij deelnam, wist Selkov het podium te bereiken. Bij de Olympische Spelen won hij drie zilveren medailles: 200 rug (1992) en 4x100 wissel (1992 en 1996). Nadat hij zijn actieve loopbaan had beëindigd in 1998 ging hij aan de slag als zwemcoach.